# والتر إتش. نورث
والتر إتش. نورث هو شخصية أعمال وسياسي أمريكي، ولد في 31 يناير 1933 في كيركفيل في الولايات المتحدة، وتوفي في 31 أكتوبر 2014 في سانت إغناس في الولايات المتحدة. نشط حزبياً في الحزب الجمهوري. وقد انتخب عضو مجلس ولاية ميشيغان ‏.